# Neotoxoscelus
Pachyschelus es un género de insectos coleópteros de la familia de los bupréstidos.

## Especies
Se reconocen las siguientes especies:
- Neotoxoscelus aeneiventris Fisher, 1930 — Malasia
- Neotoxoscelus bakeri Fisher, 1921 — Filipinas
- Neotoxoscelus corporaali Obenberger, 1922 — Sumatra
- Neotoxoscelus kerzhneri (Alexeev, 1975) — China
- Neotoxoscelus kurosawai (Hattori, 1990) — Taiwán
- Neotoxoscelus luzonicus Fisher, 1921 — Filipinas
- Neotoxoscelus ornatus Fisher, 1930 — Malasia
- Neotoxoscelus petilus[2] Kim & Suh, 2022 — Corea del Sur
- Neotoxoscelus shirahatai (Kurosawa, 1977)